# 25. Berlini Nemzetközi Filmfesztivál
A 25. Berlini Nemzetközi Filmfesztivál 1975. június 27. és július 8. között került megrendezésre. Az Arany Medve díjat Mészáros Márta filmje, az Örökbefogadás nyerte. A fesztiválon egy retrospektív szekciót szenteltek Greta Garbo svéd-amerikai színésznőnek.

## Zsűri
Az alábbi emberek voltak a fesztivál zsűrijének tagjai:
- Sylvia Syms, brit színésznő - Zsűrielnök
- Ottokar Runze, nyugat-német filmkészítő és producer
- Henry Chapier, francia filmkészítő és filmkritikus
- Else Goelz, nyugat-német újságíró
- Albert J. Johnson, amerikai filmkritikus
- Rostislav Yurenev, szovjet filmkritikus
- João Carlos Martins, brazil zongorista és karmester
- Sukhdev Sandhu, indiai filmkészítő

## A fesztivál programja

### Versenyben lévő filmek
Az alábbi filmek voltak versenyben az Arany Medve- és az Ezüst Medve-díjakért:
| Magyar cím                                            | Eredeti cím                                           | Rendező                                           | Ország                    |
| ----------------------------------------------------- | ----------------------------------------------------- | ------------------------------------------------- | ------------------------- |
| Örökbefogadás                                         | Örökbefogadás                                         | Mészáros Márta                                    | Magyarország              |
| Il piatto piange                                      | Il piatto piange                                      | Paolo Nuzzi                                       | Olaszország               |
| Mérleg                                                | Bilans kwartalny                                      | Krzysztof Zanussi                                 | Lengyel                   |
| Fantasztikus komédia                                  | Comedie fantastica                                    | Ion Popescu-Gopo                                  | Románia                   |
| Dráma a tengerparton                                  | Dupont Lajoie                                         | Yves Boisset                                      | Franciaország             |
| Idegenben                                             | در غربت                                               | Sohrab Shahid-Saless                              | Irán                      |
| La prima volta sull'erba                              | La prima volta sull'erba                              | Gianluigi Calderone                               | Olaszország               |
| Gangsterfilmen                                        | Gangsterfilmen                                        | Lars G. Thelestam                                 | Svédország                |
| La casa grande                                        | La casa grande                                        | Francisco Rodríguez Fernández                     | Spanyolország             |
| Eiszeit                                               | Eiszeit                                               | Peter Zadek                                       | Nyugat-Németország        |
| Hazudós Jakab                                         | Jakob der Lügner                                      | Frank Beyer                                       | Kelet-Németország         |
| John Glückstadt                                       | John Glückstadt                                       | Ulf Miehe                                         | Nyugat-Németország        |
| La' os være                                           | La' os være                                           | Lasse Nielsen, Ernst Johansen                     | Dánia                     |
| Szeress engem, Lily                                   | Lily, aime-moi                                        | Maurice Dugowson                                  | Franciaország             |
| Szerelem és halál                                     | Love and Death                                        | Woody Allen                                       | Amerikai Egyesült Államok |
| Száz nap a gyerekkor után                             | Сто дней после детства                                | Sergei Solovyov                                   | Szovjetunió               |
| Holtszezon                                            | Out of Season                                         | Alan Bridges                                      | Egyesült Királyság        |
| Az Overlord hadművelet                                | Overlord                                              | Stuart Cooper                                     | Egyesült Királyság        |
| Lázadás a prérin                                      | Posse                                                 | Kirk Douglas                                      | Amerikai Egyesült Államok |
| Samna                                                 | सामना                                                   | Jabbar Patel                                      | India                     |
| Szandakan 8                                           | サンダカン八番娼館 望郷                               | Kei Kumai                                         | Japán                     |
| SSS                                                   | SSS                                                   | Václav Bedřich                                    | Csehszlovákia             |
| Strast                                                | Strast                                                | Aleksandar Ilić                                   | Jugoszlávia               |
| Aki aranyat keres                                     | Kdo hledá zlaté dno                                   | Jiří Menzel                                       | Csehszlovákia             |
| Zwaarmoedige verhalen voor bij de centrale verwarming | Zwaarmoedige verhalen voor bij de centrale verwarming | Nouchka van Brakel, Ernie Damen, Bas van der Lecq | Hollandia                 |

### Versenyen kívül
- Ritratto di Fidel - Gina Lollobrigida (Olaszország)
- Yi'ihiyeh Tov Salmonico (יהיה טוב סלומוניקו) - Alfred Steinhardt (Izrael)

## Győztesek
- Arany Medve: Örökbefogadás (Mészáros Márta)
- Zsűri Nagydíja:
  - Dráma a tengerparton (Yves Boisset)
  - Az Overlord hadművelet (Stuart Cooper)
- Ezüst Medve díj a legjobb rendezőnek: Sergei Solovyov (Száz nap a gyerekkor után)
- Ezüst Medve díj a legjobb színésznőnek: Kinuyo Tanaka (Szandakan 8)
- Ezüst Medve díj a legjobb színésznek: Vlastimil Brodský (Hazudós Jakab)
- Ezüst Medve díj a kiemelkedő művészi teljesítményért: Woody Allen (Szerelem és halál)
- FIPRESCI-díj
  - Idegenben (Sohrab Shahid-Saless)

## Fordítás
- Ez a szócikk részben vagy egészben  a(z)   25th Berlin International Film Festival című angol Wikipédia-szócikk fordításán alapul.  Az eredeti cikk szerkesztőit annak laptörténete sorolja fel. Ez a jelzés csupán a megfogalmazás eredetét és a szerzői jogokat jelzi, nem szolgál a cikkben szereplő információk forrásmegjelöléseként.